# Cannes-Écluse
Cannes-Écluse ist eine französische Gemeinde mit 2.742 Einwohnern (Stand: 1. Januar 2022) im Département Seine-et-Marne in der Region Île-de-France. Sie gehört zum Arrondissement Provins und zum Kanton Montereau-Fault-Yonne. Die Einwohner werden Cannois genannt.

## Geographie
Cannes-Écluse liegt am Fluss Yonne. Umgeben wird Cannes-Écluse von den Nachbargemeinden Montereau-Fault-Yonne im Norden und Westen, Marolles-sur-Seine im Osten und Nordosten, La Brosse-Montceaux im Osten und Südosten, Esmans im Süden sowie Varennes-sur-Seine im Westen.

## Bevölkerungsentwicklung
| 1962 | 1968 | 1975 | 1982 | 1990 | 1999 | 2006 | 2011 | 2018 |
| ---- | ---- | ---- | ---- | ---- | ---- | ---- | ---- | ---- |
| 866  | 1140 | 1533 | 1784 | 1963 | 2200 | 2550 | 2540 | 2472 |

## Sehenswürdigkeiten
- Kirche Saint-Georges (siehe auch: Liste der Monuments historiques in Cannes-Écluse)
- Schloss, 1140 errichtet, Umbauten aus dem 17. und 19. Jahrhundert, heute für die Polizeioffiziersschule genutzt
- Altes Rathaus aus dem Jahre 1869
- Neues Rathaus, seit 1986 in einem Haus aus dem 17. Jahrhundert, mit kleinem Museum
- Eiskeller

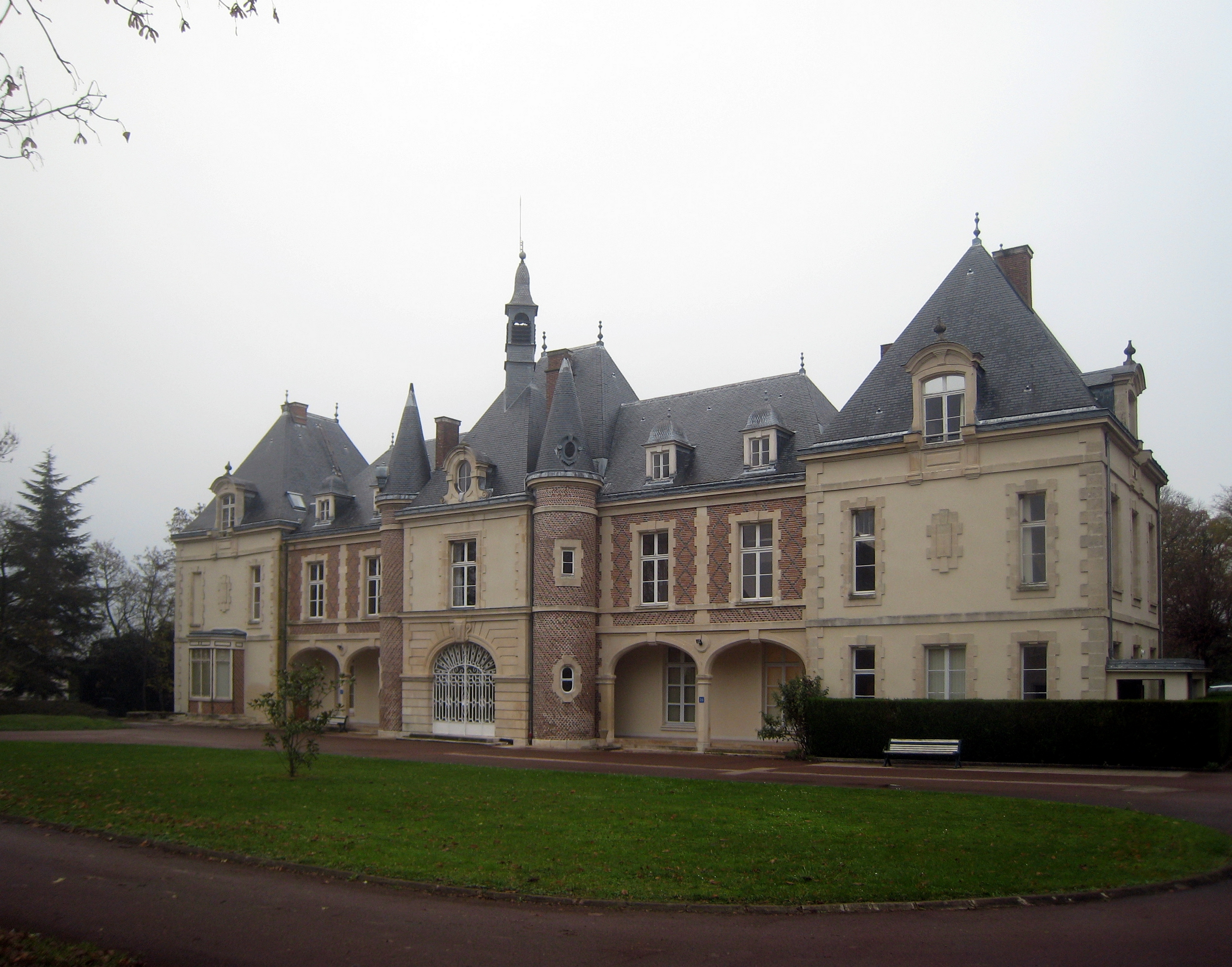
Schloss
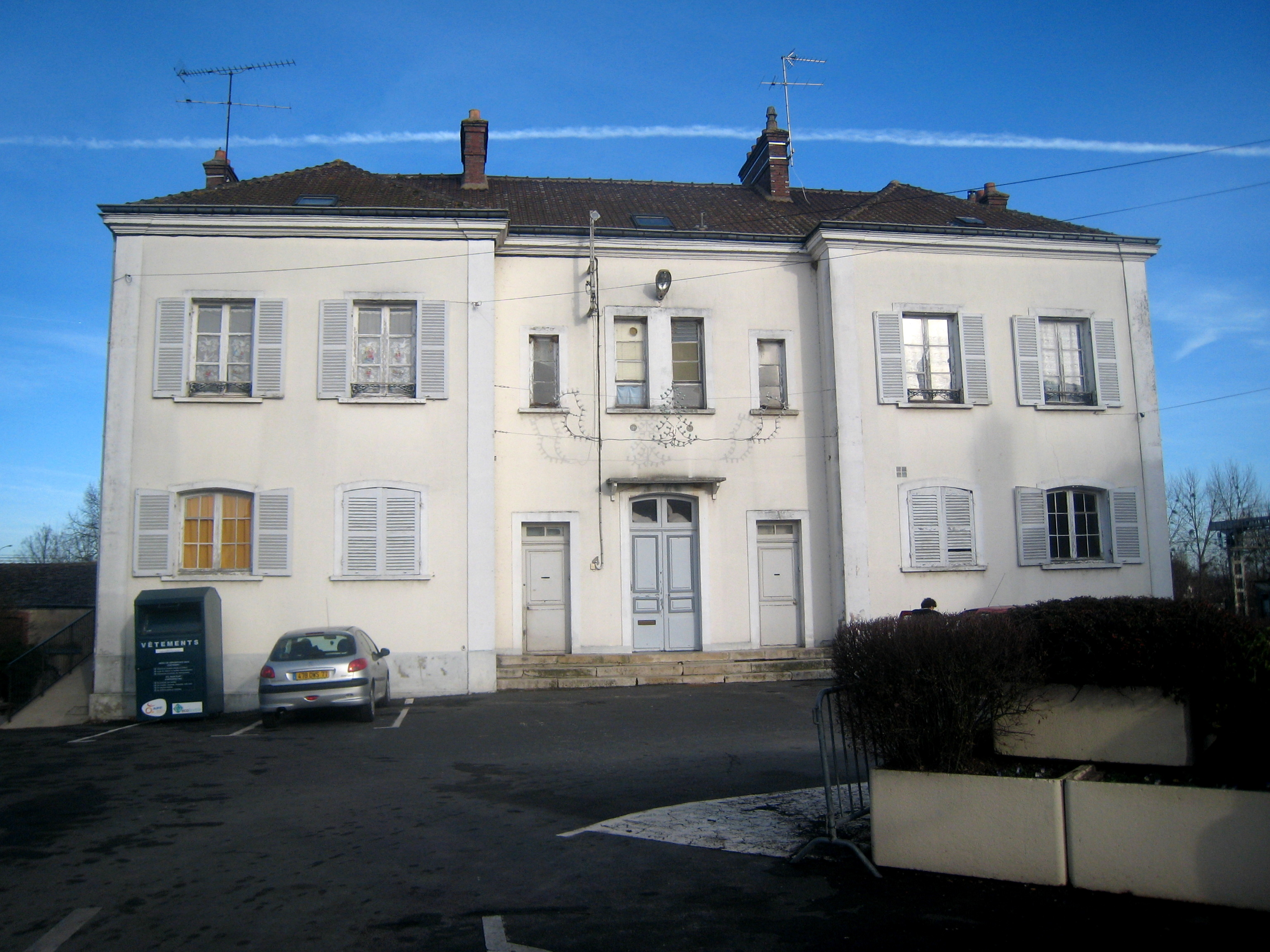
Altes Rathaus
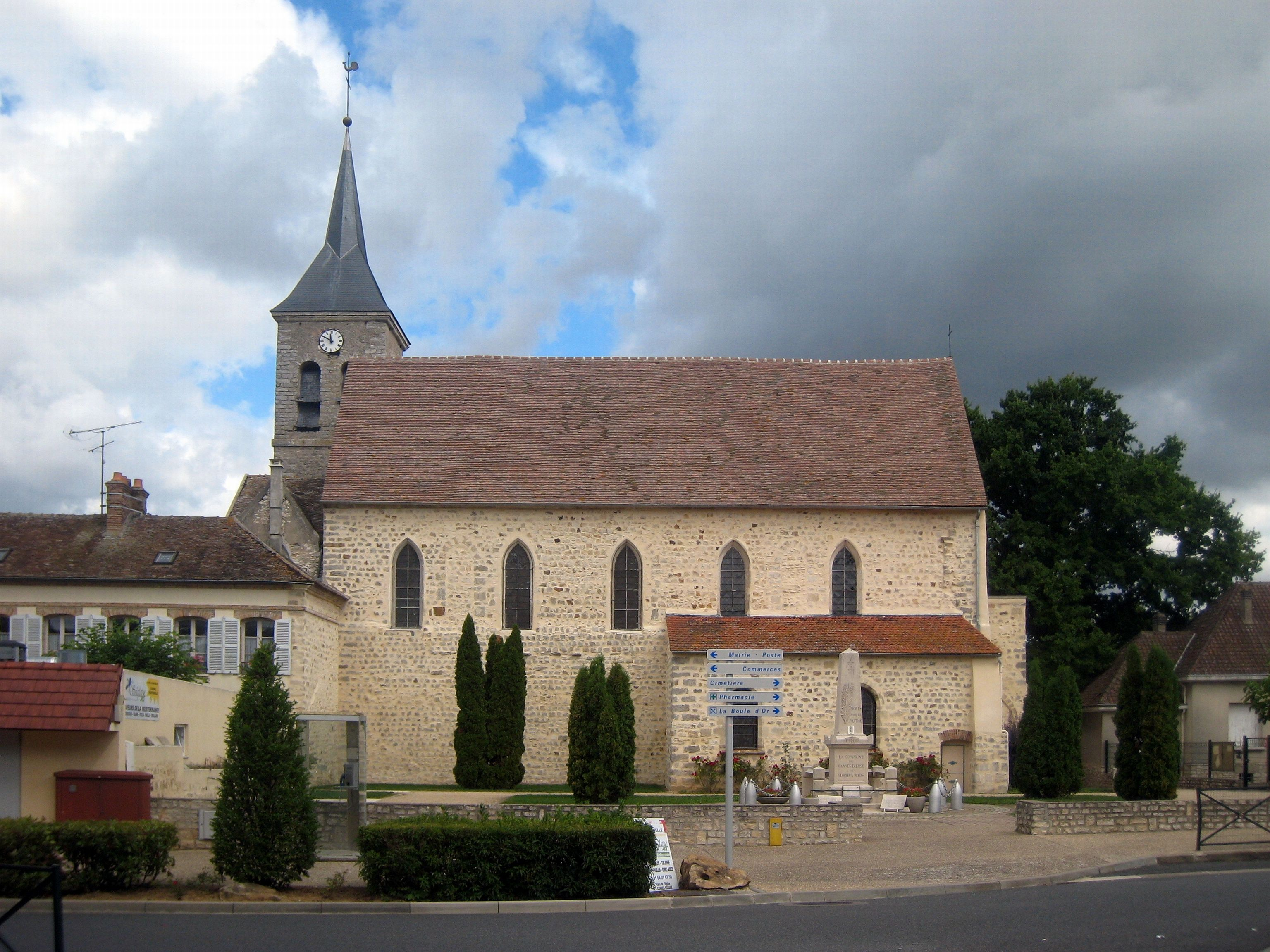
Kirche Saint-Georges

## Persönlichkeiten
- Daniel d’Auger de Subercase (1661–1732), Marineoffizier und Gouverneur in Neufundland

## Trivia
Hier befindet sich die Polizeioffiziersschule École Nationale Supérieure des Officiers de Police (ENSOP), die mit der Polizeifachhochschule in Villingen-Schwenningen eine Partnerschaft führt.